# 鹅膏菌科
鵝膏菌科（学名：Amanitaceae）是傘菌綱傘菌目的一個科，包含多种蕈類。本科最大的屬為鵝膏菌屬。
真菌學的研究顯示在傘菌目下面，各科之間的定義有著非常大的歧異度；並且現今的權威性網站Index Fungorum將這些真菌歸類為光柄菇科的一部份。在很長的一段時間，本科被放在傘菌科底下。
本科的物種通常可在森林裡找到；子實體是從有普遍面紗構造組成的蛋型構造中生成。
本科包含各種可食用或美味的物種，其他則有致死的毒性。超過一半的菇類致死案例全部是出自本科的物種。最毒的一些物種在命名時會出現本物種有毒的警告，但其他毒性有變化度的物種則沒有這種警告。

## 下级分类
本科包括以下属：
- 鹅膏菌属 Amanita Dill. ex Boehm., 1760
- Amarrendia Bougher & T.Lebel, 2002
- Aspidella
- Catatrama Franco-Mol.
  - Catatrama costaricensis Franco-Mol.
  - Catatrama indica C.K.Pradeep, Zhu L.Yang, Q.Cai & Y.Y.Cui
- 黏伞属 Limacella Earle
- Limacellopsis Zhu L.Yang, Q.Cai & Y.Y.Cui, 2018
- Saproamanita Redhead, Vizzini, Drehmel & Contu
- Torrendia Bres.
- Zhuliangomyces Redhead, 2019

## 鵝膏菌科中的一些著名物種
- Amanita caesarea（橙蓋鵝膏菌）
- Amanita muscaria（毒蠅傘）
- Amanita rubescens（赭色鵝膏）
- Amanita pantherina（豹斑鵝膏）
- Amanita phalloides（毒瓢蕈）
- Amanita velosa （具托大鵝膏菌）
- Amanita virosa（鱗柄白鵝膏）
- Limacella solidipes（英语：Limacella solidipes） (ringed Limacella)（英语：(ringed Limacella)）

## 外部連結
- Amanitaceae information
- Picture of mushrooms
- More pictures of mushrooms
- Amanita studies site with 510+ taxa treated（页面存档备份，存于）
- Index fungorum（页面存档备份，存于）